# Fussballclub Schaffhausen 2004-2005
Questa voce raccoglie le informazioni riguardanti il Fussballclub Schaffhausen nelle competizioni ufficiali della stagione 2004-2005.

## Stagione
Nella stagione 2004-2005 il Sciaffusa, allenato da Jürgen Seeberger, concluse il campionato di Super League al 9º posto e vinse il doppio spareggio promozione-retrocessione con il Vaduz. In Coppa Svizzera il Sciaffusa fu eliminato agli ottavi di finale dal San Gallo.

## Rosa
| N. |                     | Ruolo | Calciatore                |
| -- | ------------------- | ----- | ------------------------- |
| 1  | Svizzera (bandiera) | P     | Marcel Herzog             |
| 2  | Germania (bandiera) | D     | Markus Grasser            |
| 3  | Italia (bandiera)   | A     | Enzo Todisco              |
| 4  | Svizzera (bandiera) | C     | Dorjee Tsawa              |
| 5  | Germania (bandiera) | D     | Claudio Lettieri          |
| 7  | Svizzera (bandiera) | D     | Massimo Rizzo             |
| 9  | Kosovo (bandiera)   | A     | Albert Bunjaku            |
| 10 | Svizzera (bandiera) | C     | Remo Pesenti              |
| 11 | Svizzera (bandiera) | A     | Ursal Yasar               |
| 13 | Italia (bandiera)   | C     | Salvatore Calo            |
| 14 | Brasile (bandiera)  | C     | Antônio Carlos dos Santos |

| N. |                     | Ruolo | Calciatore       |
| -- | ------------------- | ----- | ---------------- |
| 15 | Svizzera (bandiera) | D     | Oliver Maric     |
| 16 | Svizzera (bandiera) | D     | Simon Leu        |
| 17 | Svizzera (bandiera) | C     | Allmir Ademi     |
| 18 | Svizzera (bandiera) | P     | Flavio Agosti    |
| 19 | Svizzera (bandiera) | D     | Daniel Sereinig  |
| 20 | Croazia (bandiera)  | C     | Darko Miladin    |
| 21 | Germania (bandiera) | C     | Jens Truckenbrod |
| 22 | Svizzera (bandiera) | D     | Yves Miéville    |
| 23 | Svizzera (bandiera) | C     | Daniel Senn      |
| 24 | Brasile (bandiera)  | A     | Franciel Rodrigo |
| 25 | Brasile (bandiera)  | D     | Cesar Fernando   |

## Organigramma societario
Area tecnica
- Allenatore: Jürgen Seeberger
- Allenatore in seconda:
- Preparatore dei portieri:
- Preparatori atletici:

## Calciomercato

### Sessione estiva
| Acquisti | Acquisti         | Acquisti     | Acquisti |
| R.       | Nome             | da           | Modalità |
| -------- | ---------------- | ------------ | -------- |
| C        | Allmir Ademi     | Grasshoppers |          |
| P        | Flavio Agosti    | San Gallo    |          |
| C        | Salvatore Calo   | San Gallo    |          |
| A        | Franciel Rodrigo | Eschborn     |          |
| D        | Oliver Maric     | Lucerna      |          |
| D        | Yves Miéville    | Servette     |          |
| D        | Massimo Rizzo    | Wil          |          |
| C        | Jens Truckenbrod | Siegen       |          |

| Cessioni | Cessioni        | Cessioni     | Cessioni |
| R.       | Nome            | a            | Modalità |
| -------- | --------------- | ------------ | -------- |
| A        | Fabio Digenti   | Winterthur   |          |
| C        | Patrick Dubach  | SV Sciaffusa |          |
| A        | Francisco Neri  | Young Boys   |          |
| C        | Alhassane Toure | Bulle        |          |
| C        | Martin Wild     | Cham         |          |

### Sessione invernale
| Acquisti | Acquisti                  | Acquisti       | Acquisti |
| R.       | Nome                      | da             | Modalità |
| -------- | ------------------------- | -------------- | -------- |
| D        | Markus Grasser            | Feucht         |          |
| C        | Darko Miladin             | Hajduk Spalato |          |
| A        | Ursal Yasar               | Zurigo         |          |
| C        | Antônio Carlos dos Santos | Thun           |          |

| Cessioni | Cessioni | Cessioni | Cessioni |
| R.       | Nome     | a        | Modalità |
| -------- | -------- | -------- | -------- |

## Risultati

### Super League

#### Prima fase, girone di andata
| Arbitro: | Laperrière |

|                 |           |            |
| Senn 34’ (rig.) | Marcatori | 61’ M'Futi |

| Arbitro: | Salm |

|                                                          |           |             |
| Neri 11’, 25’, 49’ Chapuisat 33’ (rig.), 39’ Carreño 85’ | Marcatori | 63’ Todisco |

| Arbitro: | Etter |

|                                   |           |                               |
| Senn 37’ Todisco 73’ Lettieri 79’ | Marcatori | 46’ Tachie-Mensah 89’ Merenda |

| Arbitro: | Zimmermann |

|             |           |  |
| Rogério 41’ | Marcatori |  |

| Arbitro: | Circhetta |

|  |           |                   |
|  | Marcatori | 31’ (rig.) Santos |

| Arbitro: | Kever |

|             |           |             |
| Giménez 66’ | Marcatori | 75’ Bunjaku |

| Arbitro: | Rogalla |

|                                |           |                              |
| Senn 11’ Rodrigo 49’ Ademi 84’ | Marcatori | 8’ Varela 31’, 63’ Giallanza |

| Arbitro: | Steiner |

|              |           |             |
| Moldovan 64’ | Marcatori | 72’ Todisco |

| Arbitro: | Salm |

|                         |           |           |
| Rodrigo 28’ Todisco 58’ | Marcatori | 81’ Cesar |

#### Prima fase, girone di ritorno
| Arbitro: | Leuba |

|              |           |  |
| Soufiani 19’ | Marcatori |  |

| Arbitro: | Meier |

|             |           |          |
| Rodrigo 59’ | Marcatori | 64’ Knez |

| Arbitro: | Bertolini |

|                           |           |                            |
| Schicker 45’ Akwuegbu 65’ | Marcatori | 29’ (aut.) Marić 80’ Ademi |

| Arbitro: | Kever |

|                    |           |               |
| Pesenti 67’ (rig.) | Marcatori | 7’, 29’ Núñez |

| Arbitro: | Meier |

|                              |           |          |
| Aegerter 37’ Lustrinelli 84’ | Marcatori | 47’ Calo |

| Arbitro: | Zimmermann |

|                  |           |  |
| Degen 35’ (aut.) | Marcatori |  |

| Arbitro: | Rutz |

|                            |           |                 |
| Giallanza 36’ Paulinho 51’ | Marcatori | 30’ Truckenbrod |

| Arbitro: | Etter |

|                 |           |                                                 |
| Kata 67’ (aut.) | Marcatori | 29’ Callà 36’ Paulo 88’ Beausejour 90’ Moldovan |

| Arbitro: | Leuba |

|           |           |                 |
| Keita 44’ | Marcatori | 39’ Truckenbrod |

#### Seconda fase, girone di andata
| Arbitro: | Nobs |

|                    |           |  |
| Margairaz 73’, 90’ | Marcatori |  |

| Arbitro: | Circhetta |

|          |           |              |
| Senn 43’ | Marcatori | 22’ Schenker |

| Arbitro: | Salm |

|  |           |             |
|  | Marcatori | 41’ Häberli |

| 22ª giornata |  | – turno di riposo |  |  |

| Sciaffusa 13 marzo 2005, ore 14:30 CET 23ª giornata | Sciaffusa | 0 – 0 referto | San Gallo | Stadion Breite (3 350 spett.)\| Arbitro: \| Salm \| |
| Arbitro:                                            | Salm      |               |           |                                                     |

| Arbitro: | Rogalla |

|                                                       |           |                            |
| Chipperfield 19’ Carignano 39’ Kléber 50’ Delgado 62’ | Marcatori | 57’, 90’ Todisco 79’ Rizzo |

| Arbitro: | Petignat |

|  |           |               |
|  | Marcatori | 16’ Miličević |

| Arbitro: | Wildhaber |

|                                  |           |          |
| Cabanas 53’ Rogério 56’ Muff 90’ | Marcatori | 22’ Senn |

| Arbitro: | Leuba |

|  |           |             |
|  | Marcatori | 74’ Bunjaku |

#### Seconda fase, girone di ritorno
| Arbitro: | Rogalla |

|                         |           |             |
| Rodrigo 36’ Pesenti 90’ | Marcatori | 38’ Mangane |

| Arbitro: | Petignat |

|                      |           |                            |
| Yasar 80’ Santos 89’ | Marcatori | 45’ Lichtsteiner 75’ Silva |

| Arbitro: | Zimmermann |

|                                             |           |  |
| Lustrinelli 17’, 72’ Renggli 41’ Gelson 82’ | Marcatori |  |

| Arbitro: | Grossen |

|  |           |                       |
|  | Marcatori | 45’ Rossi 52’ Giménez |

| Arbitro: | Laperrière |

|           |           |            |
| Hassli 3’ | Marcatori | 69’ Santos |

| Arbitro: | Bertolini |

|                        |           |            |
| Santos 38’ (rig.), 61’ | Marcatori | 91’ Tarone |

| Arbitro: | Rutz |

|  |           |                   |
|  | Marcatori | 40’ (aut.) Bühler |

| 35ª giornata |  | – turno di riposo |  |  |

| Arbitro: | Rogalla |

|                                         |           |            |
| Chapuisat 55’ Häberli 61’, 85’ Neri 76’ | Marcatori | 65’ Santos |

### Spareggio promozione-retrocessione
| 1º giugno 2005, ore 19:30 CEST andata | Sciaffusa | 1 – 1 | Vaduz |  |

| 12 giugno 2005, ore 16:15 CEST ritorno | Vaduz | 0 – 1 | Sciaffusa |  |

### Coppa Svizzera
| 18 settembre 2004, ore 17:00 CEST Primo turno | Brühl | 2 – 4 | Sciaffusa |  |

| 24 ottobre 2004, ore 14:30 CEST Secondo turno | Zofingen | 1 – 5 | Sciaffusa |  |

| 21 novembre 2004, ore 14:30 CET Ottavi di finale | Sciaffusa            | ? – ? | San Gallo |  |
| \| \| \| \| \| \| Tiri di rigore 3 – 5 \| \|     |                      |       |           |  |
|                                                  |                      |       |           |  |
|                                                  | Tiri di rigore 3 – 5 |       |           |  |

## Statistiche

### Statistiche di squadra
| Competizione                       | Punti | In casa | In casa | In casa | In casa | In casa | In casa | In trasferta | In trasferta | In trasferta | In trasferta | In trasferta | In trasferta | Totale | Totale | Totale | Totale | Totale | Totale | DR  |
| Competizione                       | Punti | G       | V       | N       | P       | Gf      | Gs      | G            | V            | N            | P            | Gf           | Gs           | G      | V      | N      | P      | Gf     | Gs     | DR  |
| ---------------------------------- | ----- | ------- | ------- | ------- | ------- | ------- | ------- | ------------ | ------------ | ------------ | ------------ | ------------ | ------------ | ------ | ------ | ------ | ------ | ------ | ------ | --- |
| Super League                       | 32    | 17      | 5       | 6       | 6       | 20      | 24      | 17           | 2            | 5            | 10           | 16           | 35           | 34     | 7      | 11     | 16     | 36     | 59     | -23 |
| Spareggio promozione-retrocessione | -     | 1       | 0       | 1       | 0       | 1       | 1       | 1            | 1            | 0            | 0            | 1            | 0            | 2      | 1      | 1      | 0      | 2      | 1      | +1  |
| Coppa Svizzera                     | -     | 1       | 0       | 1       | 0       | 0       | 0       | 2            | 2            | 0            | 0            | 9            | 3            | 3      | 2      | 1      | 0      | 9      | 3      | +6  |
| Totale                             | 32    | 19      | 5       | 8       | 6       | 21      | 25      | 20           | 5            | 5            | 10           | 26           | 38           | 39     | 10     | 13     | 16     | 47     | 63     | -16 |

### Andamento in campionato
| Giornata  | 1 | 2 | 3 | 4 | 5 | 6 | 7 | 8 | 9 | 10 | 11 | 12 | 13 | 14 | 15 | 16 | 17 | 18 | 19 | 20 | 21 | 22 | 23 | 24 | 25 | 26 | 27 | 28 | 29 | 30 | 31 | 32 | 33 | 34 | 35 | 36 |
| --------- | - | - | - | - | - | - | - | - | - | -- | -- | -- | -- | -- | -- | -- | -- | -- | -- | -- | -- | -- | -- | -- | -- | -- | -- | -- | -- | -- | -- | -- | -- | -- | -- | -- |
| Luogo     | C | T | C | T | C | T | C | T | C | T  | C  | T  | C  | T  | C  | T  | C  | T  | T  | C  | C  |    | C  | T  | C  | T  | T  | C  | C  | T  | C  | T  | C  | T  |    | T  |
| Risultato | N | P | V | P | P | N | N | N | V | P  | N  | N  | P  | P  | V  | P  | P  | N  | P  | N  | P  |    | N  | P  | P  | P  | V  | V  | N  | P  | P  | N  | V  | V  |    | P  |
| Posizione | 5 | 8 | 6 | 8 | 9 | 9 | 9 | 8 | 7 | 9  | 8  | 7  | 9  | 9  | 9  | 10 | 10 | 10 | 10 | 10 | 10 | 10 | 10 | 10 | 10 | 10 | 9  | 9  | 9  | 9  | 9  | 9  | 9  | 8  | 9  | 9  |

Legenda:

Luogo: C = Casa; T = Trasferta. Risultato: V = Vittoria; N = Pareggio; P = Sconfitta.

### Statistiche dei giocatori
| A. Ademi       | 25 | 2 | 5  | 0 |
| F. Agosti      | 0  | 0 | 0  | 0 |
| A. Bunjaku     | 24 | 2 | 5  | 0 |
| S. Calo        | 22 | 1 | 3  | 0 |
| C. Fernando    | 29 | 0 | 5  | 0 |
| M. Grasser     | 0  | 0 | 0  | 0 |
| M. Herzog      | 34 | 0 | 1  | 0 |
| C. Lettieri    | 13 | 1 | 0  | 0 |
| S. Leu         | 24 | 0 | 6  | 1 |
| O. Maric       | 26 | 0 | 2  | 0 |
| D. Miladin     | 12 | 0 | 1  | 0 |
| Y. Miéville    | 17 | 0 | 3  | 0 |
| R. Pesenti     | 29 | 2 | 7  | 1 |
| M. Rizzo       | 20 | 1 | 0  | 0 |
| F. Rodrigo     | 28 | 4 | 4  | 0 |
| A. Santos      | 15 | 5 | 1  | 0 |
| D. Senn        | 25 | 5 | 2  | 0 |
| D. Sereinig    | 32 | 0 | 5  | 0 |
| E. Todisco     | 27 | 6 | 11 | 3 |
| J. Truckenbrod | 28 | 2 | 5  | 0 |
| D. Tsawa       | 28 | 0 | 9  | 1 |
| U. Yasar       | 13 | 1 | 1  | 0 |